# Gary Mounfield
Gary Manny "Mani" Mounfield (Crumpsall, 16 de novembro de 1962) é um baixista inglês, mais conhecido por ser membro do Primal Scream e Stone Roses.